# Tamásváralja
Tamásváralja település Romániában, Szatmár megyében.

## Fekvése
Szatmárnémetitől északkeletre, Batarcs és Halmi közt fekvő település.

## Nevének eredete
Nevét egykori birtokosáról, a Káta nemzetségbeli Tamásról kapta.

## Története
Tamásváralja nevét 1839-ben, 1890-ben Tamás-Várallya néven írták.
A település várát Fényes Elek is említette leírásában, mely szerint sáncai és romjai még láthatóak voltak.
1284-ben említik a vár építtetőjének, Káta nemzetségbeli Tamás-nak Bábony földön lévő hegyen épült várát.
1323-ban már csak a vár helyét "locus castri" néven. A vár valószínűleg az oligarchiával kapcsolatos küzdelmek alatt pusztult el.
Káta nemzetségbeli Tamás V. István ifjabb király híveként 1265-ben részt vett a barcasági Feketehalom vár védelmében. Az oklevelekben 1299-ig szerepel.
A település a Trianoni békeszerződés előtt Ugocsa vármegye Tiszántúli járásához tartozott.
1910-ben 644 lakosából 575 magyar, 56 román volt. Ebből 493 református, 66 izraelita volt.